# Генеральский дом (Ленинградский проспект)
«Генеральский дом» — разговорное название дома 75 по Ленинградскому проспекту в Москве. Дом был построен в 1939—1958 годах по проекту архитектора П. Г. Стенюшина для офицеров Советской армии. В доме жили многие советские военачальники, а также известные спортсмены.
На фасаде дома установлены мемориальные доски, посвящённые жившим в нём маршалу бронетанковых войск М. Е. Катукову, генералу армии А. С. Жадову, генерал-полковнику М. С. Шумилову, генерал-лейтенанту В. А. Глазунову, хоккейному тренеру А. В. Тарасову, капитану сборных команд по хоккею и футболу В. М. Боброву и архитектору И. З. Чернявскому.

## История

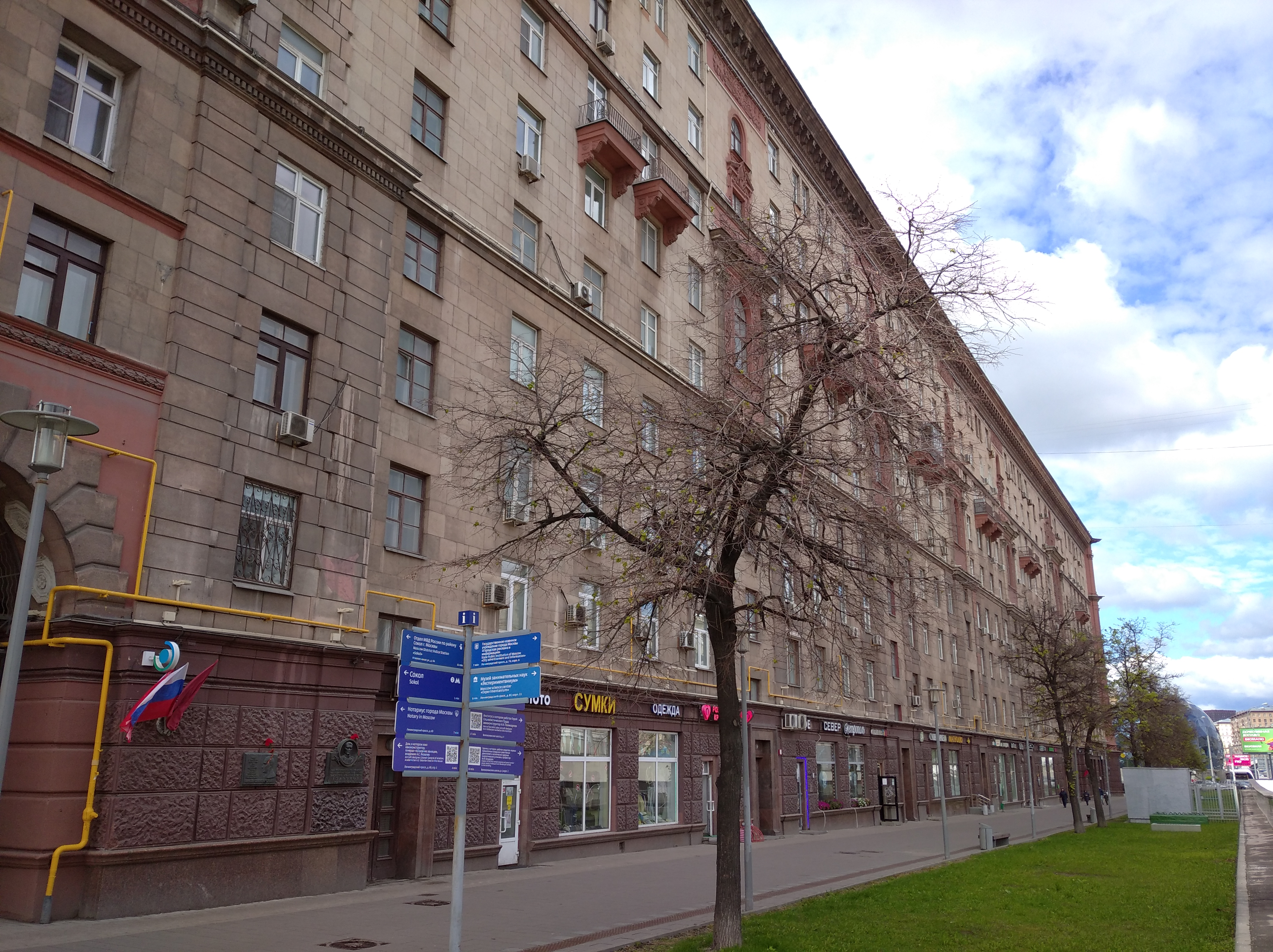
Фасад со стороны проспекта

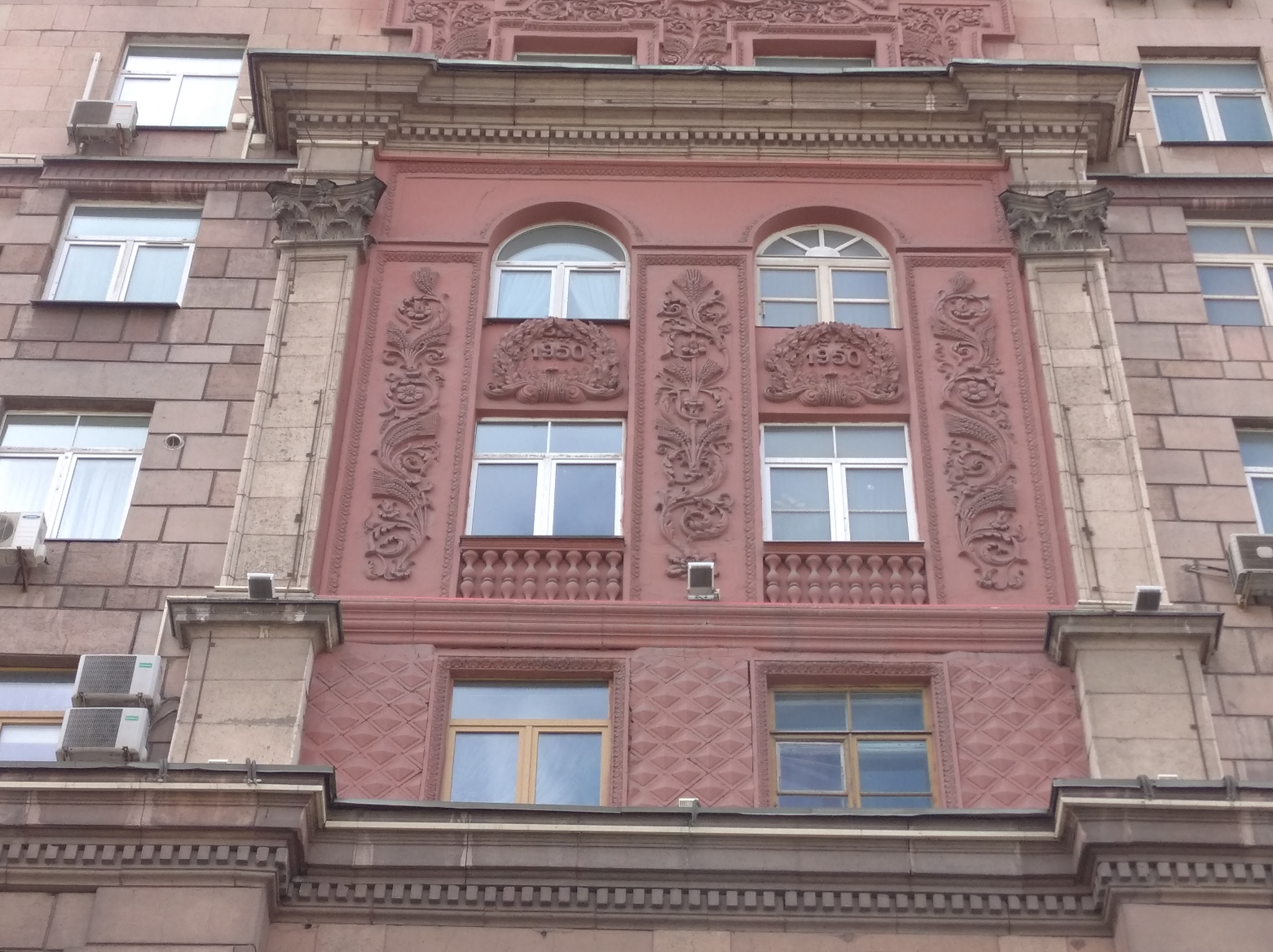
Декор фасада

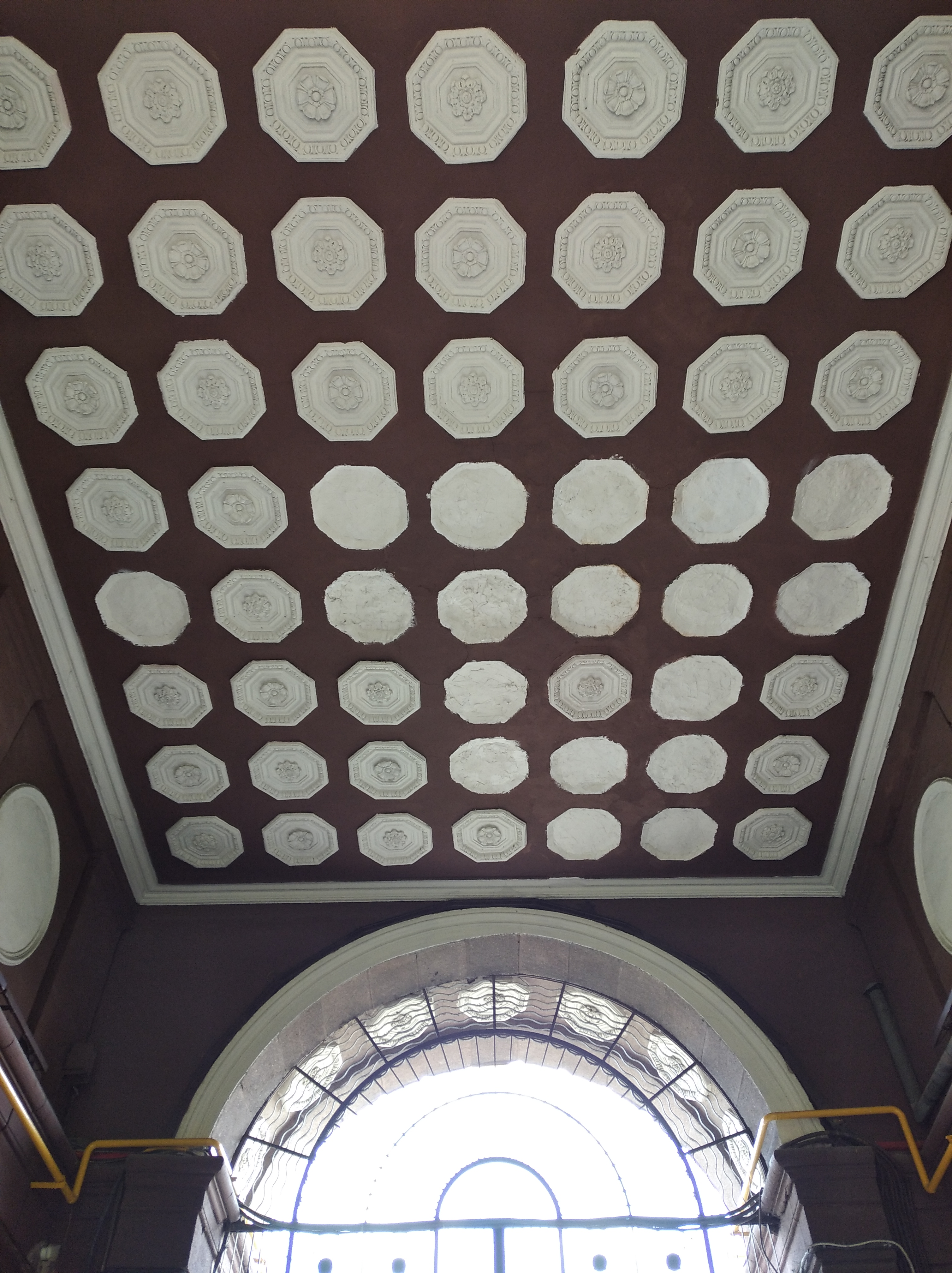
Потолок арочного проёма

Строительство жилого дома на Ленинградском шоссе рядом со станцией метро «Сокол» было начато в 1939 году. Проект дома разработал архитектор Мособлпроекта Павел Герасимович Стенюшин при участии инженера А. Горенштейна. Строительством занимался хозяйственный отдел Наркомата обороны. В облицовке фасада здания впервые в Москве была применена плитка из серого цемента в смеси с бутовой крошкой (ранее использовалась более дорогостоящая мраморная крошка). Строительство первой очереди — трёх подъездов с фасадной части ближе к станции метро — завершили незадолго до начала Великой Отечественной войны. На первом этаже предполагалось разместить Центральный автомотоклуб СССР с конференц-залом с киноустановкой, автомобильным и мотоциклетным кабинетом, комнатой отдыха и библиотекой.
Строительство второй очереди (двух подъездов с фасадной части ближе к улице Алабяна) велось во второй половине 1940-х годов при участии немецких военнопленных. Лепные изделия для декорирования здания изготавливались в специальном цеху, оборудованном на стройплощадке. На фасаде устанавливались художественные орнаменты и капители. Со стороны шоссе были устроены две арки, украшенные лепными звёздами, знамёнами и гирляндами.
Проект третьей очереди (левое девятиэтажное крыло со стороны храма Всех Святых) архитектор П. Г. Стенюшин разработал в 1950—1952 годах, а в 1953 году строительство было завершено. В отличие от других очередей, дворовая сторона этого крыла имеет такую же отделку, как и фасадная.
Последняя четвёртая очередь дома (правое десятиэтажное крыло со стороны улицы Алабяна) была спроектирована П. Г. Стенюшиным в 1953 году. По предложению архитектора К. С. Алабяна, руководившего работами по проектированию площади развилки Ленинградского и Волоколамского шоссе, на углу с будущей улицей Алабяна предполагалось сооружение башенки. Такая же башенка должна была венчать угол дома на противоположной стороне Ленинградского проспекта, подчёркивая таким образом начало новой магистрали.
Однако строительные работы были начаты архитектурно-проектной мастерской «Центрвоенсовета» в 1956 году, уже после выхода постановления «Об устранении излишеств в проектировании и строительстве», в связи с чем в первоначальный проект были внесены коррективы. Изначально всё крыло дома должно было иметь дорогостоящую облицовку, гранитные порталы и мощный карниз. Большая часть первого этажа крыла отводилась под промтоварный магазин, а чердак большей частью не предполагалось использовать. После корректировки проекта от строительства башенки отказались. Железобетонная облицовка дворового фасада была заменена кирпичом. Была увеличена жилая площадь за счёт излишней высоты торгового помещения и половины чердака. Межквартирные перегородки были сделаны не из керамических блоков, как было запроектировано, а из силикатного кирпича. Благодаря этим изменениям и ряду других незначительных переделок проекта было получено 17 дополнительных жилых квартир общей площадью 835 м², а стоимость строительства снизилась на 720 тысяч рублей. В августе 1958 года последняя секция дома была сдана в эксплуатацию.
Первоначально дом имел адрес: Ленинградское шоссе, 109 (или 109/141). После 1957 года, когда участок шоссе от Тверской заставы до развилки с Волоколамкой получил название Ленинградский проспект, дом получил современную нумерацию: Ленинградский проспект, 75.
Дом официально именовался «генеральским общежитием». Им управлял военный комендант от хозяйственного Управления министерства обороны. В «Генеральском доме» имелся домовый комитет. За нарушение общественного порядка могли вызвать на товарищеский суд. Во дворе дома за порядком следили жильцы с красными повязками, в подъездах находились лифтёры. Изначально домком размещался в 1-м подъезде, а после окончания строительства 4-й очереди переехал в 16-й подъезд. Благодаря домкому из соседнего магазине разносили и продавали по подъездам товары первой необходимости. Позднее эта практика была прекращена, и в доме стал действовать «стол заказов».
В 1950-х годах в доме были открыты универмаг № 3 Мосторга, магазин «Гастроном» № 26, парикмахерская № 30 и сберкасса. Имелась также пошивочная мастерская, клубное помещение и диспетчерская. С советских времён поддерживается в рабочем состоянии бомбоубежище.
У «Генеральского дома» большая дворовая территория площадью около 2 га. В 1960-х годах жители активно занимались её озеленением и благоустройством, активно выходили на субботники. Иногда с уборкой территории помогали солдаты. Генерал-лейтенант в отставке Сергей Александрович Смирнов организовал пересадку во двор яблоневых деревьев из района Богородское, которым угрожало уничтожение из-за строительных работ. Также много времени благоустройству двора отдавали глава местной ячейки друзей зелени генерал-майор авиации П. Н. Добров, председатель домового комитета генерал-майор С. Е. Ковальский, П. М. Берман, А. Ф. Вершковская, Н. И. Шабельникова, H. B. Федюнина. А. Е. Нечаева, A. М. Ларьков, А. В. Буйновская и другие жители «Генеральского дома». К 1962 году благодаря усилиям общественников во дворе дома было высажено 750 деревьев, около тысячи кустов сирени, жасмина, калины. На тот момент местная ячейка друзей зелени объединяла 1500 человек. После смерти П. Н. Доброва первичную организацию Городского общества охраны природы возглавил С. А. Смирнов. К 1968 году в ней насчитывалось 1528 человек (около 87 % всех жильцов). По данным на весну 1968 года, жильцы высадили во дворе 42 тысячи многолетних цветов, 895 деревьев, из которых 240 фруктовых. С. А. Смирнов был удостоен золотой медали Городского общества охраны природы, серебряную медаль получила член общества Н. Паршина, а бронзовую — начальник ЖЭК А. Волков.
Усилиями общественников во дворе была построена большая спортивная площадка и устроена детская площадка с грибами, качелями, песочницами и каруселью. Каждую зиму заливался каток. Благодаря С. Ковальскому, С. Смирнову, А. Родионову, Е. Звенигородской и другим жителям к 1968 году в доме появилась библиотека, комната настольных игр, уголок столяра «Умелые руки», кружок изобразительных искусств, фотолаборатория и выставка гражданской обороны. Жительница дома О. Жердева каждое лето организовывала прогулки на теплоходе и грибные походы.
В «Генеральском доме» жил один из основателей первой советской рок-группы «Сокол» Юрий Ермаков. Осенью 1964 года в одном из помещений бомбоубежища дома группа «Сокол» начала свои первые репетиции. Получить репетиционную базу помог отец Юрия, генерал, командовавший ПВО. Это помещение представляло собой небольшой актовый зал со сценкой и рядами кресел, где жилконтора проводила собрания. В начале 1970-х годов в подвале «Генеральского дома» появилась репетиционная база рок-группы «Оловянные солдатики». Как и в первом случае, помещение было предоставлено комендантом дома Волковым по просьбе высокопоставленного отца участника группы Сергея Харитонова. Здесь группа «Оловянные солдатики» записала первый магнитофонный альбом русского рока, получивший название «Рассуждения».
В 1983 году Заслуженный деятель искусств живописец Е. И. Востоков устроил в 16-м подъезде выставку художников-любителей, живших в «Генеральском доме». На выставке были представлены работы генерал-майора в отставке Н. Н. Московченко, врача М. Е. Тимошечкиной, домохозяйки A. Н. Агафоненковой, слесаря ЖЭК Ю. Д. Шлома и других.
В 1987 году в доме открылся салон парикмахерских услуг «Стиль».
В постсоветское время на первом этаже разместился Совет ветеранов дома (первичная организация № 6 Совета ветеранов района Сокол). Председателем Совета ветеранов является Кузьмин Виктор Иванович. 

## Архитектура
Здание П-образное в плане. Часть, выходящая на Ленинградский проспект, и левое крыло имеют 9 этажей, правое крыло — десятиэтажное. Первый этаж лицевого фасада богато декорирован: порталы входов имеют отделку «под шубу», оконные проёмы облицованы под гранит. Цоколь здания отделан «под шубу». Две арки закрыты металлическими решётками и отделаны материалом, имитирующем гранит. На лицевом фасаде над арками на уровне 5—8 этажей имеется декор в виде стилизованных лопаток в два окна шириной. Эти лопатки выступают в роли опор для декоративного фронтона. По обеим сторонам от арок группы окон на уровне 2—7 этажей вертикально объединены блоками, обработанными под розовый гранит. Углы здания со стороны Ленинградского проспекта срезаны и отделаны аналогично лицевому фасаду. Между 1-м и 2-м, 4-м и 5-м, 7-м и 8-м этажами проходят узкие тяги. Фасад завершается карнизом с декоративными сухариками

## Жители
В «Генеральском доме» жили многие видные советские военачальники. В память о четырёх из них на фасаде установлены мемориальные доски. В 1950 году, после того как дважды Героя Советского Союза, маршала бронетанковых войск М. Е. Катукова направили для прохождения службы в Москву, в «Генеральском доме» ему дали квартиру. В тот момент ещё велись строительные работы, из-за чего в квартире первые шесть месяцев не было воды, газа и света. Его трёхкомнатная квартира и находилась на четвёртом этаже. С 1958 года доме жил Герой Советского Союза, генерал-полковник М. С. Шумилов. Его трёхкомнатная квартира и находилась на пятом этаже. В 1961 году в дом въехал Герой Советского Союза, генерал армии А. С. Жадов. Его четырёхкомнатная квартира и находилась на пятом этаже. С 1949 по 1967 год в доме жил дважды Герой Советского Союза Василий Афанасьевич Глазунов.
На стенде в Совете ветеранов дома представлены портреты 29 его жителей, удостоенных звания Героя Советского Союза:

| Алтунин Александр Терентьевич Андреев Иван Фёдорович Баранов Виктор Ильич Глазунов Василий Афанасьевич Жадов Алексей Семёнович Жуков Григорий Никитич Катуков Михаил Ефимович Кирпонос Михаил Петрович Крейзер Яков Григорьевич Крисанов Николай Васильевич | Колышкин Иван Александрович Корчагин Иван Петрович Корявко Иван Порфирьевич Коряков Василий Николаевич Кошевой Пётр Кириллович Мельников Семён Иванович Миронов Павел Васильевич Мнацаканов Александр Сидорович Рыжов Александр Иванович Пантелеев Лев Николаевич | Петров Антон Петрович Салихов Мидхат Абдулович Семёнов Пётр Сергеевич Сивков Григорий Флегонтович Скляров Максим Гаврилович Смирнов Дмитрий Иванович Таряник Григорий Аверьянович Чистяков Иван Михайлович Шумилов Михаил Степанович |  |

Мемориальная доска
М. Е. Катукову

Мемориальная доска
А. С. Жадову

Мемориальная доска
М. С. Шумилову

Мемориальная доска
«Дом воинской славы»

В двухкомнатной квартире жил с семьёй генерал-лейтенант Д. И. Рябышев. Среди жителей дома был и генерал-майор артиллерии А. В. Чапаев, сын начдива Красной Армии времён Гражданской войны В. И. Чапаева. Кроме того, в доме жили Герой Советского Союза генерал армии А. Л. Гетман, генерал-майор артиллерии И. А. Суслопаров, Герои Социалистического Труда главный маршал артиллерии В. Ф. Толубко и военный учёный-химик А. Д. Кунцевич, Герои Советского Союза лётчики Р. И. Капрэлян, А. Г. Кочетков и С. Ф. Ушаков, дипломат Г. М. Савоненков.
Помимо военных в доме жили спортсмены, многим из которых помог получить квартиру Василий Сталин. Среди них футболисты Алексей Гринин, Валентин Николаев, Валентин Бубукин, Владимир Дёмин и хоккеист Александр Рагулин. Жили здесь капитан армейской футбольной команды Григорий Федотов и его сын, тренер футбольных команд ЦСКА, «Динамо» и «Спартак» Владимир Федотов. В 1945 году квартиру в «Генеральском доме» получил капитан сборных команд СССР по футболу и хоккею Всеволод Бобров. Сначала он жил в первом подъезде, а затем получил просторную квартиру во втором. Незадолго до смерти Всеволод Бобров во время субботника посадил во дворе дома несколько каштанов. В 16 подъезде жил главный тренер армейского футбольного клуба (нынешнего ПФК ЦСКА) Алексей Калинин. Алексей Петрович возглавлял сборную Вооруженных сил СССР и был функционером в Управлении футбола СССР и Спорткомитета РСФСР. В доме жил его друг, хоккейный тренер Анатолий Тарасов, он также руководил дворовой секцией по хоккею. С самого детства в «Генеральском доме» жила его дочь, тренер по фигурному катанию Татьяна Тарасова, после смерти отца перебравшаяся в 16 подъезд вместе с мужем, пианистом Владимиром Крайневым. В 1966 году в «Генеральском доме» выделили квартиру тренеру баскетбольной команды ЦСКА Александру Гомельскому, куда он переехал вместе с сыном, будущим баскетболистом и телекомментатором Владимиром Гомельским.
Здесь также жили Заслуженный архитектор Российской Федерации И. З. Чернявский и автор проекта «Генеральского дома» П. Г. Стенюшин.

## Мемориальные доски
- Мемориальная доска маршалу бронетанковых войск, дважды Герою Советского Союза М. Е. Катукову была открыта 10 декабря 1979 года. Её авторы — скульптор А. А. Бичуков и архитектор Е. И. Кутырев. На бронзовой мемориальной доске находится горельефный портрет М. Е. Катукова и текст: «Здесь с 1950 по 1976 год жил дважды Герой Советского Союза маршал бронетанковых войск Михаил Ефимович Катуков»[37][38].
- Мемориальная доска генералу армии, Герою Советского Союза А. С. Жадову была открыта 30 мая 1980 года. Её авторы — скульптор И. П. Казанский и архитектор П. Ю. Андреев. На бронзовой мемориальной доске находится профильный барельефный портрет А. С. Жадова и текст: «Здесь с 1961 по 1977 год жил Герой Советского Союза видный советский военачальник генерал армии Алексей Семёнович Жадов»[38][39].
- Мемориальная доска Герою Советского Союза генерал-полковнику М. С. Шумилову была открыта 18 ноября 1980 года. Её авторы — скульптор И. П. Казанский и архитектор А. К. Тихонов[40]. На бронзовой мемориальной доске находится барельефный портрет М. С. Шумилова и текст: «Здесь с 1958 года по 1975 год жил Герой Советского Союза, видный советский военачальник генерал-полковник Михаил Степанович Шумилов»[38].
- Мемориальная доска «Дом воинской славы» была открыта 20 декабря 2011 года. Инициаторами установки мемориальной доски были председатель Совета ветеранов района Сокол Н. Е. Калашник, его заместитель Е. Ф. Киргизов и партия «Единая Россия»[41]. На прямоугольной мемориальной доске из чёрного гранита выгравированы Орден Отечественной войны, Георгиевская лента и текст «Дом воинской славы».
- Мемориальная доска заслуженному архитектору России И. З. Чернявскому была открыта 26 января 2018 года[42]. Её автор — архитектор И. А. Василевский, работавший вместе с И. З. Чернявским над проектами двух пансионатов в Московской области. На церемонии открытия присутствовал первый вице-президент Союза архитекторов России В. Н. Логвинов. На квадратной мемориальной доске из чёрного гранита изображён портрет И. З. Чернявского, помещённый в круг, вписанный в треугольник. Ниже размещён текст: «Выдающийся советский архитектор Илья Чернявский жил в этом доме с 1955 по 1994 год». И. А. Василевский так объяснял концепцию мемориальной доски: «Илья Зиновьевич свои мировоззренческие взгляды вложил в пиктограмму: в середине солнце, буква А, означающая „Архитектура“, а лучами идут всевозможные элементы, составляющие суть архитектуры, и это всё в квадрате. Я подумал, почему бы не сделать доску на тему геометрических фигур, которые всегда ложились в основу его проектов». Проект мемориальной доски был выбран по результатам конкурса, на который было подано 52 работы[43].
- Мемориальная доска заслуженному мастеру спорта, заслуженному тренеру СССР А. В. Тарасову была открыта 21 февраля 2008 года[44]. Её авторы — скульптор П. М. Мерабишвили и архитектор Е. М. Хайлов[38]. На торжественной церемонии открытия присутствовали вдова Анатолия Тарасова — Нина Григорьевна, его дочь — тренер по фигурному катанию Татьяна Тарасова, мэр Москвы Юрий Лужков, первый вице-премьер правительства России Сергей Иванов, президент Федерации хоккея России Владислав Третьяк[44]. На бронзовой мемориальной доске находится барельефный портрет А. В. Тарасова и текст: «Заслуженный мастер спорта, заслуженный тренер СССР, Анатолий Владимирович Тарасов жил в этом доме с 1949 по 1995 год»[38].
- Мемориальная доска спортсмену, тренеру, чемпиону СССР, Европы, мира и Олимпийских игр В. М. Боброву была открыта 13 октября 2022 года[45]. Её авторы — скульптор М. В. Переяславец и архитектор А. К. Тихонов[38]. На торжественной церемонии открытия присутствовали вдова Всеволода Боброва — Елена Николаевна, президент Федерации хоккея России Владислав Третьяк, президент ПХК ЦСКА Игорь Есмантович, почётный президент ПХК ЦСКА Борис Михайлов, начальник ЦСКА Артём Громов, президент КХЛ Алексей Морозов, хоккеист Александр Якушев и первый вице-президент Российского футбольного союза Никита Симонян[45]. Решение об установке мемориальной доски В. М. Боброву на фасаде дома 75 по Ленинградскому проспекту было принято исполкомом Моссовета ещё 21 июля 1982 года[46]. Однако в последний момент вдова Всеволода Боброва выступила против этого, поскольку тогда мимо «Генеральского дома» ходило множество «тапочек» (так в Москве в то время называли иногородних покупательниц, обутых в тапочки). По настоянию семьи Боброва мемориальная доска была установлена в сентябре 1991 года на стене только что открытого Ледового дворца ЦСКА[47]. В сентябре 2021 года ледовый дворец был снесён[48], и мемориальную доску перенесли на фасад «Генеральского дома». На бронзовой мемориальной доске — полнофигурный барельеф В. М. Боброва и текст: «Выдающийся спортсмен и тренер, чемпион СССР, Европы, мира и Олимпийских игр Всеволод Михайлович Бобров выступал за команду Вооруженных сил СССР по футболу и хоккею с 1944 года по 1979 год»[38].
- Мемориальная доска дважды Герою Советского Союза, первому командующему воздушно-десантными войсками, генерал-лейтенанту В. А. Глазунову была открыта 6 мая 2023 года. Её авторы — скульптор А. И. Игнатов и архитектор А. С. Королёв. Инициатором установки выступило командование Воздушно-десантных войск Вооружённых сил Российской Федерации. На бронзовой мемориальной доске — барельефный портрет В. А. Глазунова и текст: «Дважды Герой Советского Союза, первый командующий воздушно-десантными войсками, генерал-лейтенант Василий Афанасьевич Глазунов жил в этом доме с 1949 по 1967 год»[21].

Мемориальная доска И. З. Чернявскому
Мемориальная доска А. В. Тарасову
Мемориальная доска В. М. Боброву
Мемориальная доска В. А. Глазунову

### Сноски
1. ↑  Сам Михаил Петрович Кирпонос в «Генеральском доме» не жил, с 1944 года там жила его семья